# 1931 год в авиации
Список событий в авиации в 1931 году.

## События
- 11 октября — первый полёт пассажирского самолёта Сталь-2.
- 28 октября — первый полёт аргентинского самолёта FMA Ae. C.1[1].
- 3 декабря — первый полёт самолётов проекта «Звено» конструкции В. С. Вахмистрова (На ТБ-1 — лётчик А. И. Залевский и второй пилот А. Р. Шарапов. На И-4 — В. П. Чкалов и А. Ф. Анисимов).
- 28 декабря — в Саратове открыт авиазавод № 292. Ныне ЗАО «Саратовский авиационный завод».

### Без точных дат
- Август — первый полёт истребителя PZL P.11.
- первый полёт легкомоторного самолёта Омега конструкции лётчика и инженера А. Н. Грацианского.
- Открыт Тушинский аэродром.

## Персоны

### Скончались
- 9 сентября — в авиакатастрофе погиб Виктор Осипович Писаренко — лётчик-испытатель, участник перелётов, конструктор.